# Aeschynanthus papuanus
Aeschynanthus papuanus là một loài thực vật có hoa trong họ Tai voi. Loài này được (Schltr.) B.L.Burtt mô tả khoa học đầu tiên năm 1968.